# Liste des stations de radio au Royaume-Uni

## Stations de radio ou réseaux nationaux

### Publiques
- BBC Radio 1 (Londres) : depuis 1967 ; BBC Light Programme de 1945 à 1967 ; radio musicale pop / rock / dance / urbaine
- BBC Radio 2 (Londres) : depuis 1967 ; BBC Light Programme de 1945 à 1967 ; radio musicale généraliste
- BBC Radio 3 (Londres) : depuis 1967 ; BBC Third Programme de 1946 à 1967 ; radio musicale classique / jazz / ópera
- BBC Radio 4 (Londres) : depuis 1967 ; BBC Home Service de 1939 à 1967 ; radio informatique
- BBC Radio 4 Extra (Londres) : depuis 2011 ; BBC 7 de 2002 à 2008, BBC Radio 7 de 2008 à 2011
- BBC Radio 5 Live (Londres) : depuis 1994 ; BBC Radio 5 de 1990 à 1994 ; radio actualité & sportive
- BBC Radio 5 Live Sports Extra : depuis 2002 ; station de retransmission sportive en direct, complémentaire de BBC Radio 5 Live
- BBC Radio 6 Music (Londres) : depuis 2011, BBC 6 Music de 2002 à 2011, Network Y en 2002 ; radio musicale alternative
- BBC Radio 1Xtra (Londres) : depuis 2002 ; Network X comme nom de projet ; radio musicale urbaine
- BBC Asian Network (Birmingham) : depuis 1988 ; station destinée à la communauté asiatique du Royaume-Uni
- BBC World Service (Londres) : depuis 1965 ; BBC Empire Service de 1932 à 1939, BBC Overseas Service de 1939 à 1965 ; radio internationale
- BBC Local Radio : depuis 1967 ; réseau de radios locales :

#### Autres
- British Forces Broadcasting Service
  - BFBS Radio 1
  - BFBS Radio 2
  - BFBS Radio Gurkha

### Stations de radio privées
- Absolute Radio (Londres) : depuis 2008 ; Virgin Radio de 1993 à 2008
- Capital : depuis 2011 ; Capital London de 1973 à 2011
- Capital Xtra (Londres) : depuis 2013 ; Choice FM de 1990 à 2013
- Classic FM (Londres) : depuis 1992
- Gold (Londres) : depuis 2007 ; Capital Gold de 1988 à 2007
- Heart (Londres)
- Kiss (Londres) : depuis 1990
- LBC (Londres) : depuis 1973
- LBC London News : depuis 1994
- Planet Rock : depuis 1999
- Premier : depuis 1994
- Real Radio (Londres) : depuis 2001
- Smooth Radio (Salford) : depuis 2010 ; Jazz FM de 1990 à 2010
- Talksport (Londres) : depuis 2000 ; « Talk Radio » de 1995 à 2000
- WRN Broadcast (Londres) : depuis 2010 ; « World Radio Network » de 1992 à 2010
- UCB UK : depuis 1986
- Xfm (Londres) : depuis 1997

## Stations de radio régionales ou locales

### Publiques
- BBC Essex (Essex) : depuis 1986
- BBC London 94.9 (Londres) : depuis 1970
- BBC Radio Cymru (Cardiff) : depuis 1977
- BBC Radio Kent (Tunbridge Wells) : depuis 1970
- BBC Radio Manchester (Manchester) : depuis 1970
- BBC Radio nan Gàidheal (Glasgow) : depuis 1952
- BBC Radio Norfolk : depuis 1980
- BBC Radio Northampton : depuis 1982
- BBC Radio Scotland (Glasgow) : depuis 1978
- BBC Radio Shetland : depuis 1977
- BBC Radio Wales (Cardiff) : depuis 1978

### Privées
- All FM (Manchester) : depuis 2000 ; Radio Longsight en 2000
- Capital Manchester (Manchester) : depuis 1994
- Fuse FM (Manchester) : depuis 2001
- Key 103 (Manchester) : depuis 1988 ; Piccadilly Magic 1152 de 1974 à 1988
- MMU Radio (Manchester)
- Radio Caroline : depuis 1964
- Radio Warwick (Warwick) : depuis 1999 ; University Radio Warwick en 1970, URW312 à 1999
- Real Radio North West (Manchester) : depuis 1998
- Resonance FM (Londres) : depuis juin 1998
- Tay FM (Dundee) : depuis 1995
- Tay AM (Dundee) : depuis 1995
- Revolution (Manchester) : depuis 1999
- Rinse FM (Londres) : depuis 1994
- Shetland Islands Broadcasting Company (Lerwick) : depuis 1987
- Wave 102 (Dundee) : depuis 1999 ; Discovery 102 de 1980 à 1999
- Xfm Manchester (Manchester) : depuis 2006

## Anciennes stations de radios
- Capital Disney (Londres) : de 2002 à 2007
- Fortune 1458 (Manchester) : de 1994 à [Quand ?]
- Radio Londres : de 1940 à 1944
- Smooth FM 100.4 (Manchester) : de 2006 à 2010
- Soldatensender Calais : de 1943 à 1945